# Hots on for Nowhere
Hots on for Nowhere är en låt av Led Zeppelin på albumet Presence från 1976. Låten är skriven av Robert Plant och Jimmy Page. Låten handlar om Robert Plants frustration över Jimmy Page och managern Peter Grant. Led Zeppelin har aldrig i sin helhet spelat låten live.